# Anna Cardini
Anna Cardini (...) è un'attrice italiana, interprete di alcuni film della seconda metà degli anni settanta e ottanta.

## Biografia
Già promessa del basket femminile romano, sorella dell'attrice e costumista Alessandra Cardini e zia dell'attore Paco Fabrini, debutta come figurante nel film Er più - Storia d'amore e di coltello (1971) di Sergio Corbucci, con Adriano Celentano. Nel 1977 è a fianco di Tomas Milian nel film poliziesco Squadra antitruffa, diretto da Bruno Corbucci, terzo capitolo della saga di film interpretati da Tomas Milian nei panni  del maresciallo Nico Giraldi. Nel 1983 è la protagonista femminile della prima produzione Rai di telefilm Le storie di Mozziconi, con Leo Gullotta, da un soggetto di Luigi Malerba. Durante le riprese del film Rock and roll (settembre 1977), prodotto da Galliano Juso e diretto da Vittorio De Sisti, conosce Wolfango Soldati.

## Filmografia

### Cinema
- Squadra antitruffa, regia di Bruno Corbucci (1977)
- Tutto suo padre, regia di Maurizio Lucidi (1978)
- Zio Adolfo, in arte Führer, regia di Castellano e Pipolo (1978)
- Rock 'n Roll, regia di Vittorio De Sisti (1978)
- Maschio, femmina, fiore, frutto, regia di Ruggero Miti (1979)
- Buio Omega, regia di Joe D'Amato (1979)
- Uno contro l'altro, praticamente amici, regia di Bruno Corbucci (1981)
- Delitto al ristorante cinese, regia di Bruno Corbucci (1981)
- Vado a vivere da solo, regia di Marco Risi (1982)
- Un ragazzo e una ragazza, regia di Marco Risi (1984)

### Televisione
- Le storie di Mozziconi – serie TV (1983)
- Al di là delle frontiere, regia di Maurizio Zaccaro – miniserie TV (2004)